# Neolophonotus notius
Neolophonotus notius là một loài ruồi trong họ Asilidae. Neolophonotus notius được Londt miêu tả năm 1988. Loài này phân bố ở vùng nhiệt đới châu Phi.